# Hotel Esplanade
Hotel Esplanade je hotel u Zagrebu. Sagrađen je 1925. godine s ciljem pružanja smještaja putnicima glasovitog vlaka Orient Express, koji je prometovao na liniji Pariz – Istanbul.

## Izgradnja hotela
Prekapacitiranost dvaju najpoznatijih zagrebačkih hotela početkom 20. stoljeća, potakla je izgradnju novog luksuznog hotela, u neposrednoj blizini glavnog željezničkog kolodvora – tada značajne poveznice s Europom i ostatkom svijeta. Godine 1917. raspisan je međunarodni natječaj na kojem su sudjelovali brojni istaknuti arhitekti, uključujući slavnog Švicarca Adolfa Loosa koji međutim nije i pobijedio na natječaju. Pobijedio je Nijemac, Otto Rehnig, čije je originalne planove preradio zagrebački arhitekt Dionis Sunko. Njega danas smatraju arhitektom ovog djela arhitekture iz razdoblja Belle Époque. Hotelu je dano ime “Esplanade”, koje u izvornom obliku ima značenje “polje”, vjerojatno stoga što je sagrađeno na prostranoj poljani zapadno od kolodvora.
Izgradnja hotela završena je za samo 26 mjeseci. Svečanom je otvaranju održanom 22. travnja 1925. godine prisustvovalo preko 200 gostiju. Među uzvanicima bio je gradonačelnik Zagreba Vjekoslav Heinzel, konzuli, bankari, novinari, te brojni drugi. Otvoranje je bilo popraćeno i u novinskom tisku. Hotel od tada do danas ima važnu ulogu u razvoju zagrebačkog turizma.

## Povijest hotela
Hotel je bio središte društvenog života Zagreba naročito u 1920-ih godina, kada je privlačio ljubavne parove. Prema legendi je ondje održan prvi hrvatski striptiz na oproštajnoj zabavi jednog talijanskog grofa. U hotelu je u to doba također djelovao kasino koji je postao poznat radi nekoliko incidenata vezanih za prostituciju, nakon čega je kasino zatvoren. Tijekom Drugog svjetskog rata, hotel je bio okupljalište njemačkih časnika, te je ondje formirano svojevrsno sjedište Gestapa u Zagrebu. Nijemci su ondje organizirali mnogobrojne zabave.
Godine 1964. hotel se pridružio korporaciji Inter-Continental Hotel, a 1968. nominiran je za najbolji hotel među 62 Inter-Continentalova hotela u Europi i na Bliskom Istoku. Godine 1975. primio je odlikovanje za rad jugoslavenskog predsjednika Josipa Broza Tita sa zlatnim vijencem. Tijekom 20. stoljeća hotel je bio mjesto ključnih društvenih događanja glavnoga grada Hrvatske. U njemu su odsjedale brojne svjetski poznate ličnosti (primjerice Josephine Baker, Charles Lindbergh, Gilbert Bécaud, Leonid Brežnjev, britanski princ Charles, nogometaši FC Bayern Münchena i Real Madrida, Recep Tayyip Erdoğan te mnogi drugi).

## Hotel danas
Potpuna rekonstrukcija hotela dovršena je 18. svibnja 2004. godine kada hotel otvara svoja vrata pod imenom The Regent Esplanade Zagreb. Priključivanjem lancu luksuznih hotela Regent, čime postaje prvi Regent hotel u Europi, a sedmi u svijetu, hotel Esplanade nastavio je tradiciju u pružanju visokih standarda ugostiteljstva. U listopadu 2012. godine postaje samostalnim hotelom, te kao takav nastavlja s pružanjem vrhunskih usluga gostima iz cijelog svijeta. Hotel i njegova svečana Samaragdna dvorana i danas je mjesto održavanja javnih događanja.

## Vanjske poveznice
- Esplanade Zagreb Hotel